# Verfassungsreferendum in Haiti 1987
Beim Verfassungsreferendum in Haiti 1987 haben die Einwohner Haitis am 29. März 1987 über eine neue Verfassung entschieden.

## Hintergrund
Von 1957 bis 1986 hatten François Duvalier (genannt „Papa Doc“) und sein Sohn Jean-Claude Duvalier (genannt „Baby Doc“) Haiti als „Präsidenten auf Lebenszeit“ mit einem autokratischen System geführt. Die Verfassung des Landes war (zuletzt im Jahr 1985) dem Machterhalt der Duvaliers entsprechend angepasst worden.
Nach dem Sturz Duvaliers im Februar 1986 ernannte sich am 21. März 1986 General Henri Namphy zum Präsidenten. Er löste das Einkammerparlament mit 59 Sitzen auf und setzte eine Übergangsregierung (transitional Council of National Government; CNG) ein.
Am 19. Oktober 1986 wurde bei einer nur fünfprozentigen Beteiligung eine aus 61 Mitgliedern bestehende verfassunggebende Versammlung gewählt, die über eine grundlegend neue Verfassung für eine Präsidialrepublik beraten sollte.
Der verfassungsgebenden Versammlung lagen zwei Entwürfe vor. Neben einem vom Innenministerium ausgearbeiteten Text gab es ein von neun Experten im Auftrag der Übergangsregierung ausgearbeitetes Papier. Beide Entwürfe wurden von der Versammlung verworfen und sie machte sich daran, einen eigenen Entwurf zu erstellen. Sie legte dem CNG am 10. März 1987 den Vorschlag der neuen Verfassung vor, der Elemente der Verfassung der Vereinigten Staaten und der Verfassung Frankreichs enthielt. Für die öffentliche Diskussion blieb somit wenig Zeit.

## Ergebnis und Folgen
Am 29. März 1987 nahmen 1.261.334 zur Abstimmung berechtigte Bürger an dem Referendum teil. Nur 2.167 (0,2 Prozent) stimmten gegen den Vorschlag.
Acht Monate nach dem Referendum fanden am 29. November 1987 der neuen Verfassung gemäß Wahlen statt, durch die ein Präsident und die Mitglieder beider Kammern des Parlaments (wieder eingerichteter Senat und Abgeordnetenkammer) bestimmt werden sollten. Die Wahl musste nach drei Stunden wegen eines vom Militär zu verantwortenden Massakers abgebrochen werden. Damit hatten Teile des Militärs versucht, die neue Verfassung außer Kraft zu setzen.
Die Organisation Amerikanischer Staaten (OAS) verurteilte den Vorfall in ihrem Jahresbericht 1988 zur Lage der Menschenrechte in Haiti deutlich:

„Die Anwendung von Gewalt durch das Militär zur Umgehung des Volkswillens wird von den demokratischen Nationen und den entsprechenden Instrumenten des internationalen Rechts verurteilt. Die Verfassung von 1987, der einzige Ausdruck des souveränen Willens des haitianischen Volkes im fraglichen Zeitraum, ist der Maßstab, an dem die Legitimität jeder haitianischen Regierung gemessen werden muss, es sei denn, diese Verfassung wurde geändert oder durch eine neue, vom haitianischen Volk ordnungsgemäß ratifizierte Verfassung ersetzt.“